# Denethor II
Denethor II – postać ze stworzonej przez J.R.R. Tolkiena mitologii Śródziemia.
Denethor został 26. namiestnikiem rządzącym Gondorem w 2984 TE po śmierci swojego ojca Ectheliona II. Denethor znany był ze swojej dumy, mądrości i odwagi. Sprzeciwiał się przekazaniu korony królestwa Aragornowi, będącemu bezpośrednim potomkiem Elendila. W 2976 roku ożenił się z Finduilas z Dol Amroth, urodziło im się dwóch synów: w 2978 roku Boromir, a w 2983 Faramir. Po śmierci żony Denethor zamknął się w sobie i unikał kontaktów z ludźmi. Gdy wzmocniły się siły Saurona, zaczął korzystać z palantíru, poznał zamiary wroga, ale jego serce opanowały siły ciemności. Po śmierci ukochanego syna Boromira, Denethor oszalał. Przed śmiercią przyjął na służbę Peregrina Tuka. W szaleństwie niemal doprowadził do śmierci rannego Faramira, sam jednak 15 marca 3019 roku zginął, dokonując samospalenia. Mimo niechlubnej śmierci pozostał w pamięci poddanych jako władca silny, odważny i mądry.
Imię Denethor pochodzi z sindarinu. Znaczy w tej mowie gibki i smukły.

## Ekranizacja Petera Jacksona
W ekranizacji Władcy Pierścieni w reżyserii Petera Jacksona, w rolę Denethora wcielił się John Noble.
W filmach Denethor jest znacznie bardziej negatywną postacią niż w książkach. Otwarcie faworyzuje Boromira i lekceważy Faramira (m.in. wprost mówi mu, że lepiej by było, gdyby to on zginął zamiast Boromira). Relacja Denethora z Faramirem została mocno zarysowana w wersji reżyserskiej. Poza tym sam Denethor jest pokazany jako słaby i bierny władca, który bardziej szkodzi niż pomaga Gondorowi. Oprócz tego jest ukazany jako osoba lubiąca sobie dogadzać, podczas gdy w książkach jest on bardzo ascetyczny w swoich zwyczajach.
Znacząco zmieniono również scenę śmierci Denethora. W książce dobrowolnie dokonuje on samospalenia. W filmie Pippin i Gandalf ratują jego oraz Faramira z płomieni, jednak chwilę później namiestnik ponownie zostaje w nie wepchnięty przez Cienistogrzywego, gdyż rzucił się na Pippina. Denethor spostrzega, że Faramir żyje, cieszy się na jego widok, ogarniają go jednak płomienie, spowity przez nie biegnie przez taras Minas Tirith, rzuca się na pola Pelennoru i umiera.